# 拉默瑙
拉默瑙（德語：Rammenau）是德国萨克森州的市镇，隶属于包岑县。总面积为10.76平方千米，截至2023年12月31日总人口为1,339人。

## 地標
- 拉默瑙宮（德语：Schloss Rammenau），巴洛克風格的18世紀宮廷建築